# Жерноклёвы
Жерноклёвы (укр. Жорнокльови) — село в Драбовском районе Черкасской области Украины.
Село расположено в юго-западной части района. Граничит: с северной стороны — село Нехайки, с восточной — село Тополи и Левченково, с южной — село Беспальче, с западной — село Чопилки Переяславского района Киевской области. Расстояние до районного центра — 20 км, до железнодорожной станции Драбов — 30 км, до областного центра — 80 км. Село Жерноклёвы расположено на высоте 125 м над уровнем моря.
Село Жерноклёвы — административный центр Жерноклёвского сельского совета.

## История
Первое упоминание села в летописях достигает 1642 года. Название села произошло от слова жернова. Жители села высекали жернова из камня для установки на водяные и ветряные мельницы.
Также село упоминается в документах ЦГИА, которые датированы 1739 годом, когда драгунский полк реквизировал на нужды российской армии 42 волов на общую сумму 107 рублей. В документе за 1742 год говорится о расчете с деревней за вышеупомянутых волов. От села акт приема денег подписали городовой атаман Данила Чорненко и писарь Иван Падалка.
Село есть на карте 1787 года.

### Современность
В селе Жерноклёвы работает сельский совет, фельдшерско-акушерский пункт, школа, детский сад, отделение связи, магазин, клуб, библиотека, церковь.

## Население

### Языковой состав
Родной язык населения по данным переписи 2001 года:
| Язык       | Численность, чел. | Доля     |
| ---------- | ----------------- | -------- |
| Украинский | 455               | 99,35 %  |
| Другое     | 3                 | 0,65 %   |
| Итого      | 458               | 100,00 % |

## Экономика
- СООО «ЛАН»

## Персоналии
- Иван Иванович Падалка — украинский художник, которому в 1994 году в селе был установлен памятник.